# Landepéreuse
Landepéreuse est une ancienne commune française, située dans le département de l'Eure en région Normandie, devenue le 1er janvier 2016 une commune déléguée au sein de la commune nouvelle de Mesnil-en-Ouche.

## Géographie

### Localisation
Landepéreuse est un petit village rural du pays d'Ouche situé dans le sud ouest de l'Eure en  Normandie.

### Communes limitrophes
|              | les Jonquerets-de-Livet | Sainte-Marguerite-en-Ouche |
| Le Chamblac  | Landepéreuse            | Saint-Aubin-des-Hayes      |
| La Roussière | Epinay                  |                            |

### Relief
Sa superficie est de 892 ha. Avec un dénivelé maximal de 48 m (altitude comprise entre 187 m au sud ouest et 139 m au nord-est ; mairie à 170 m), cette commune légèrement vallonnée est représentative des territoires du Pays d'Ouche qui annoncent déjà les collines du Perche au sud et le Pays d'Auge à quelques kilomètres à l'Ouest. Elle est relativement bocagère, avec champs, herbages, vergers et bois. Les parcelles sont parfois séparées par des haies vives, dans lesquelles les principales essences sont : l'Aubépine, l'épine noire (Prunellier) et la Charmille.

### Hydrographie
Le territoire de la commune est traversé par deux vallées sèches (voir photo aérienne ci-contre).
- La première, la plus importante du point de vue topographique, passe au sud de la commune à partir du Val du Theil (commune de La Roussière) et traverse une petite zone du territoire, entre Les Câbles et La Dupinière et entre La Hiette et La Nobletière. Son dénivelé dans cette zone, sur le versant nord abrupte, atteint 20 m.
- La seconde, la plus développée en superficie, donne l'axe (sud-ouest / nord-est) de la plus grande longueur de la commune. Elle commence donc au Pontaurey entre 186 et 187 m d'altitude, passe en contrebas de la Longue Pierre sur l'ancien territoire du Theil en Ouche vers 175 m d'altitude, traverse le petit diverticule nord de la commune d'Epinay (lieu-dit La Sbirée). Nous la retrouvons entre La Pasnière et la Fortinière au Nord et Le Hamel au Sud, vers 168 m. Elle passe au nord du bourg, en contrebas de l'église, vers la cote 165 m (on y voyait encore il y a quelques années, pour l'enjamber, un petit pont en bois le long de la voie communale no 13. Son emplacement se trouvait à peu près au niveau du second poteau téléphonique sur la photographie de présentation du village). Enfin, elle quitte la commune au Nord de La Boulaye à l'altitude de 158 m. Sa topographie est toujours assez peu marquée, mais le dénivelé total observé est tout de même de près de 30 m. Elle est busée depuis le milieu des années 1980.

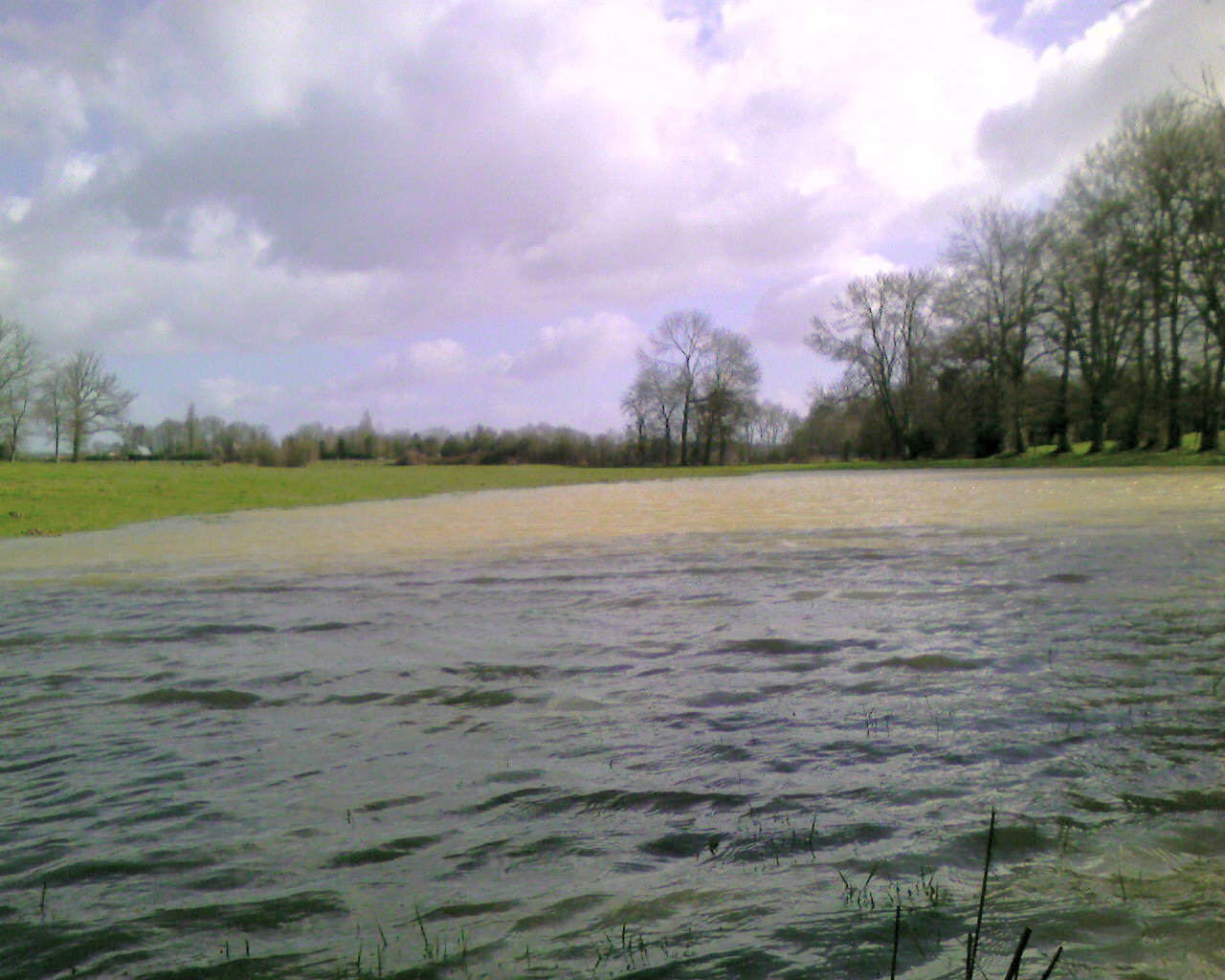
La vallée coule en janvier 2008

Ces deux vallées coulent régulièrement chaque année lors de fortes pluies, durant quelques heures à quelques jours (cf. ci-dessous la vallée la plus longue en janvier 2008). 

Lors de l'important épisode humide du début de 2001 (inondations dans la Somme), celle la plus à l'est a coulé durant quelques mois.

## Géologie

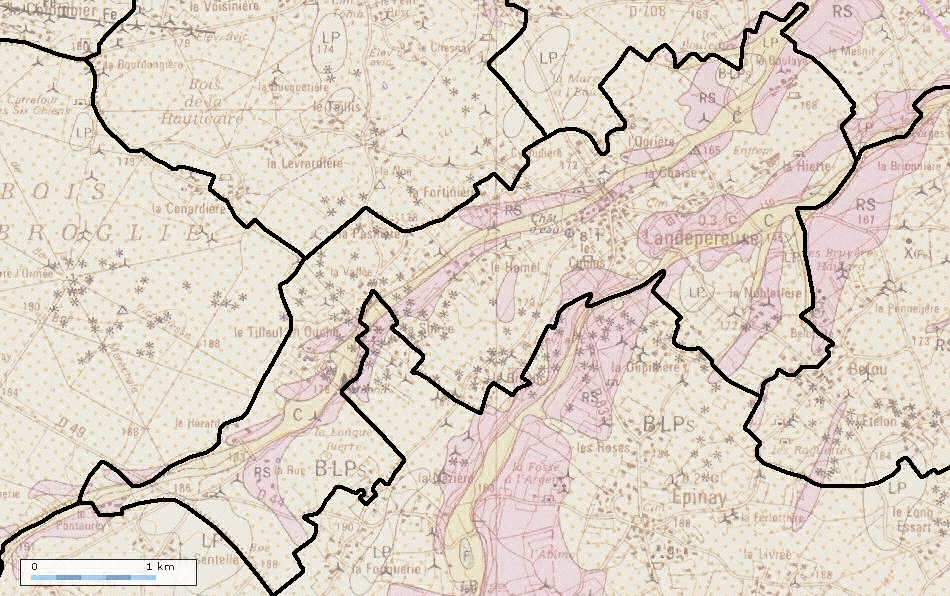
Carte géologique de Landepereuse.
Les étoiles à cinq branches représentent les grès, celles à trois branches, les bétous.
LP : limon des plateaux
C : colluvions
RS : formations résiduelles

Le sous-sol de la commune est formé de l'ensemble des terrains que l'on rencontre couramment dans le Bassin de Paris (s.l.) depuis le socle jusqu'à l'Holocène. Seules de rares formations sont, ou ont été accessibles à l'homme. Les plus anciennes sont d'âge Crétacé supérieur.
Elles sont formées de craie marneuse exploitées anciennement en carrières souterraines, abandonnées depuis longtemps, et dont on voit dans le paysage, les anciens puits d'accès effondrés et les fontis (cloche d'effondrement venant au jour) localement appelées bétous (ou boitous : bétoires dans la version francisée) (voir carte géologique ci-contre).
En surface, on voit en abondance dans certains secteurs de la commune, des grès d'âge Cénozoïque (voir carte géologique ci-contre). Ceux-ci peuvent atteindre une taille plurimétrique. Aucun fossile (macro ou micro) n'y ayant été observé, leur âge ne peut être davantage précisé. Pour certains auteurs, il s'agit de grès d'âge Paléocène, comme ceux visibles en haut des falaises de craie des alentours de Dieppe ou du Tréport et près du Bosc Renoult par exemple. Pour d'autres, il s'agit de grès d'âge Oligocène, comme ceux bien connus de la forêt de Fontainebleau au sud est de Paris ou de la butte de Séran dans le Vexin Français. Lors d'une étude scientifique, de nombreuses lames minces y ont été taillées afin de tenter de lever cette ambiguïté. Elles n'ont montré qu'une seule oogone de charophyte (appareil reproducteur calcitisé d'algue vivant actuellement en eaux douces) non datable. 

Aux alentours des vallées, on observe des roches hétérogènes (silex, grès purs, grès plus ou moins fortement ferruginisés…), hétérométriques (centimétriques à pluridécimétriques), relativement bien roulées. Cet ensemble géologique fait penser à des cailloutis d'alluvions (héritage de l'époque où les vallées étaient actives avec une vitesse de courant relativement élevée comme la Charentonne aujourd'hui) (RS sur la carte géologique ci-contre).
Les fonds de vallées sont couverts de colluvions (voir carte géologique ci-contre). 

Pour le reste, l'ensemble de la commune est recouvert d'une couche de limon des plateaux (voir carte géologique ci-contre), assez peu épaisse comparée à ce que l'on peut rencontrer dans le Lieuvin ou dans la campagne de Saint-André. C'est cette couche qui donne une relative fertilité aux terrains de la commune.
Par l'abondance des grès et cailloutis, Landepéreuse ne dut pas être un paradis pour ses premiers habitants : elle fut probablement difficile à défricher et à cultiver à une époque où les tracteurs n'existaient pas et les outils en fer ou du moins en métal étaient rares car couteux.
Par la faiblesse de l'épaisseur des limons des plateaux, cette commune ne put être, avant l'avènement des engrais organiques, qu'une terre de petits élevages extensifs et de cultures vivrières.
C'est donc la géologie qui est à l'origine du paysage bocager de ce petit village typique du Pays d'Ouche.
Les limons des plateaux, ici de couleur brune, décalcifiés et enrichis en argile par la pédogenèse (lehm) ont pu par contre être exploités sur la commune pour la fabrication de briques.

## Risques naturels

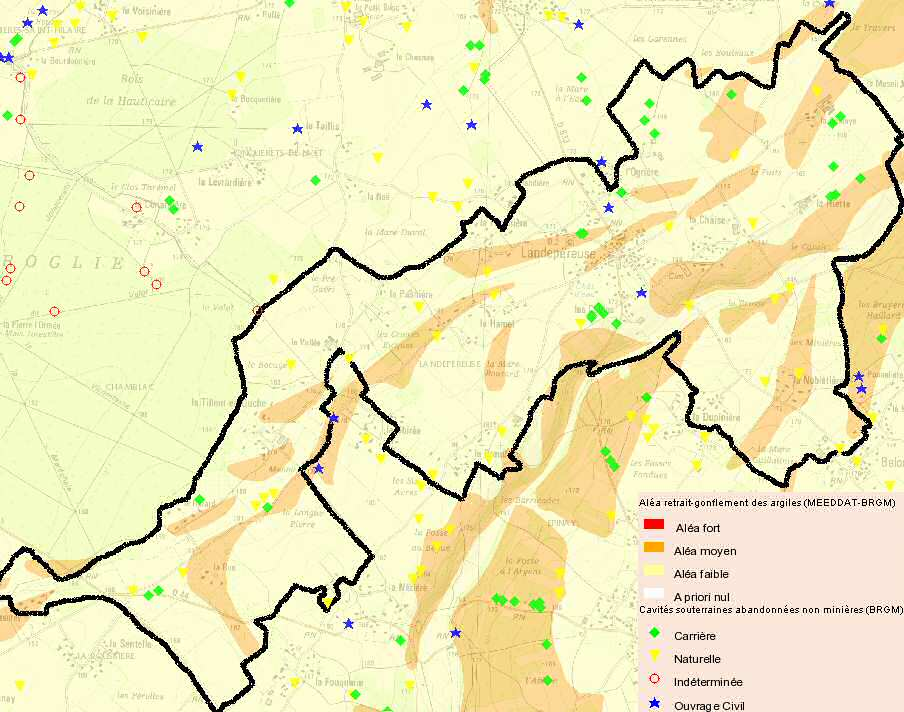
Carte des risques naturels pour la commune de Landepereuse (fond carte Infoterre BRGM).

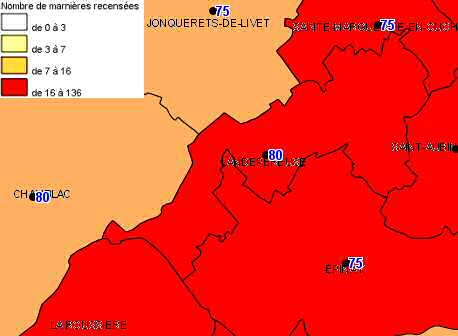
Carte des risques naturels liés aux marnières pour la commune de Landepereuse.
(Tiré de l'Atlas des cavités souterraines de l'Eure publié par le Ministère de l'Écologie, de l'Énergie, du Développement durable et de la Mer)

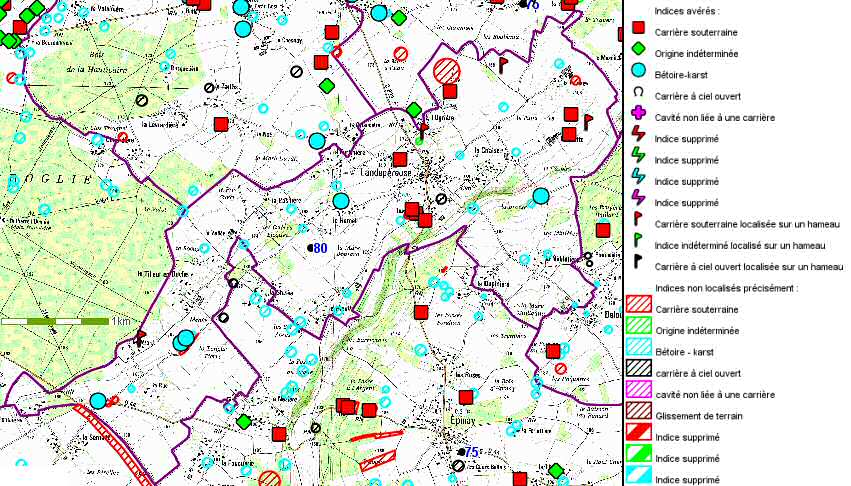
Carte des risques naturels liés aux marnières pour la commune de Landepereuse.
(Tiré de l'Atlas des cavités souterraines de l'Eure publié par le Ministère de l'Écologie, de l'Énergie, du Développement durable et de la Mer)

Les risques naturels sur la commune de Landepereuse sont principalement de deux ordres.
- Les effondrements dus aux cavités souterraines. 
 Dans l'état actuel des recherches, 21 carrières souterraines, 26 cavités naturelles et 2 ouvrages civiles y sont dénombrés. Ce nombre élevé de cavités souterraines fait de Landepereuse l'une des communes à plus haut risque de l'Eure. L'ensemble de la commune est soumis aux risques d'effondrements. Le rayon de sécurité défini par le Ministère de l'Écologie, de l'Énergie, du Développement durable et de la Mer est de 80 et peu de bâtiments sont à l'abri.

- Les dégâts occasionnés à l'immobilier par le gonflement des argiles. Ces risques sont bien moindres que les précédents. Ils sont principalement localisés sur les formations résiduelles, sur les pentes des vallées.

## Toponymie
Attestée sous la forme latinisée Landam petrosam 1025 (?), puis Landa Petrosa en 1027, enfin Lande Perose (sans date).
Landepéreuse doit l'origine de son nom à la pierre contenue en abondance dans son sol. Preuse (cf. Villepreux) représente l’évolution phonétique régulière du latin pĕtrṓsa où le /e/ bref ne s’est pas diphtongué, n’étant pas sous l’accent, et s'est encore conservé ainsi dans le dialecte normand. Par la suite l'adjectif a été refait en français sous l'influence de pierre, tandis que des dialectes conservent la forme d'origine.
Le mot lande est issu du gaulois *landā « terrain découvert et inhabité » (même mot dans les autres langues romanes et en celtique insulaire : vieil irlandais land « terrain, enclos, place libre », breton lann « lande, terrain plat, monastère ») et désigne en français, une terre sèche où ne pousse pas grand-chose. Il ne paraît pas avoir été utilisé dans la toponymie normande avant le second millénaire.
L'ancienne commune du Tilleul-en-Ouche a été rattachée en 1845.

## Histoire

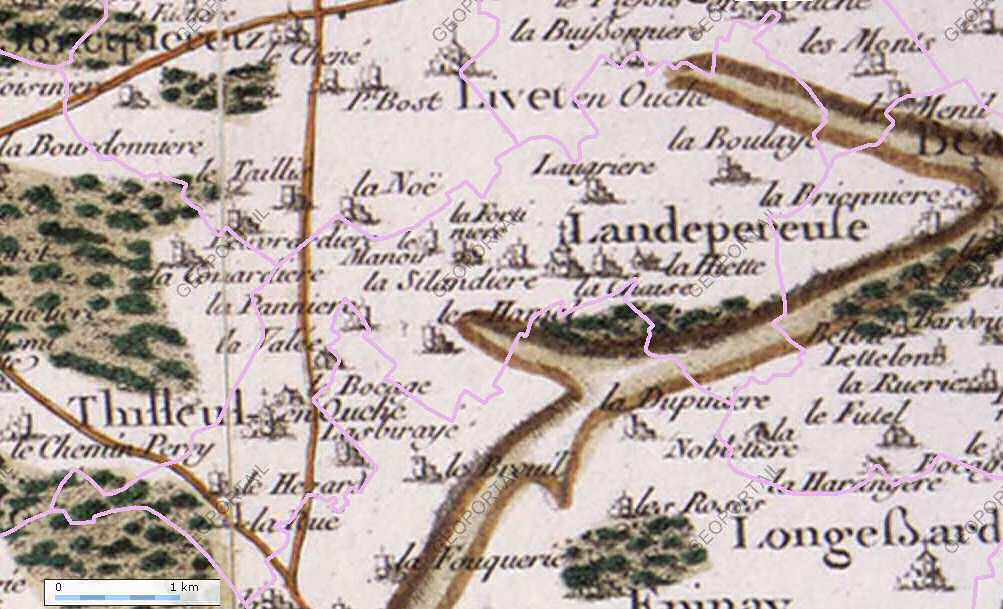
Landepereuse (limites actuelles en rose) sur la carte de Cassini aux alentours de 1780

Landepéreuse est donnée à l'abbaye de Bernay en 1027 par Richard II, duc de Normandie, grand-père de Willame le Bastard (en ancien normand; c'est-à-dire Guillaume le Conquérant, plus tardivement et en français).
Cette localité est localisée sur les cartes de la France de Cassini au XVIIIe siècle. On retrouve sur ces cartes quelques-uns des hameaux actuels déjà existants (Le Breuil, La Silandière, La Hiette, La Chaise, Le Hamel, La Pannière…).
La carte de Cassini apporte des informations sur l'importance du village de Landepereuse. À cette époque aucun axe principal ne semble traverser la commune de l'époque. Les deux axes importants observés, passent par celle, voisine du Tilleul-en-Ouche. Le premier est celui des Jonquerets à Chambord. Il est devenu aujourd'hui d'un intérêt très local. L'autre, celui de Broglie à La Barre-en-Ouche est encore important aujourd'hui. L'axe Bernay / La Barre-en-Ouche, relativement fréquenté aujourd'hui, s'il existe à l'époque, n'est pas suffisamment important pour être noté.
Au XVIIIe siècle, une briqueterie existait sur le territoire de la commune. Le presbytère construit à la fin de ce siècle est construit avec des briques issues de cette fabrique locale.
En 1845, Landepereuse s'agrandit par l'ajout du petit village du Tilleul-en-Ouche situé dans le diverticule au sud ouest de la commune actuelle. Dans les années 1950, les habitants ou leurs représentants ont demandé officiellement le changement du nom de leur commune de Landepereuse en Landepéreuse .

## Politique et administration
Les habitants de Landepéreuse sont des Landepéreusais et des Landepéreusaises.
| Période                                  | Période    | Identité                | Étiquette | Qualité |
| ---------------------------------------- | ---------- | ----------------------- | --------- | ------- |
| avant 1988                               | Avril 2008 | Gilbert Cloarec         | UDF       |         |
| Avril 2008                               | En cours   | Agnes Van Den Driessche | SE        | Cadre   |
| Les données manquantes sont à compléter. |            |                         |           |         |

## Démographie
Le premier tableau concerne la commune de Landepereuse, avant le rattachement en 1845 de celle du Tilleul-en-Ouche.
| 1793 | 1800 | 1806 | 1821 | 1831 | 1836 | 1841 |
| ---- | ---- | ---- | ---- | ---- | ---- | ---- |
| 361  | 369  | 386  | 413  | 385  | 390  | 378  |

Le second tableau concerne la commune du Tilleul-en-Ouche avant son rattachement à la commune de Landepereuse.
| 1793 | 1800 | 1806 | 1821 | 1831 | 1836 | 1841 |
| ---- | ---- | ---- | ---- | ---- | ---- | ---- |
| 85   | 80   | 98   | 105  | 93   | 115  | 107  |

Le troisième tableau concerne la commune de Landepereuse, après le rattachement en 1845 de celle du Tilleul-en-Ouche.
| 1846 | 1851 | 1856 | 1861 | 1866 | 1872 | 1876 | 1881 | 1886 |
| ---- | ---- | ---- | ---- | ---- | ---- | ---- | ---- | ---- |
| 493  | 515  | 503  | 500  | 421  | 398  | 398  | 378  | 365  |

| 1891 | 1896 | 1901 | 1906 | 1911 | 1921 | 1926 | 1931 | 1936 |
| ---- | ---- | ---- | ---- | ---- | ---- | ---- | ---- | ---- |
| 330  | 315  | 331  | 315  | 330  | 268  | 268  | 260  | 261  |

| 1946 | 1954 | 1962 | 1968 | 1975 | 1982 | 1990 | 1999 | 2006 |
| ---- | ---- | ---- | ---- | ---- | ---- | ---- | ---- | ---- |
| 284  | 278  | 252  | 263  | 253  | 243  | 233  | 248  | 262  |

L'étude de l'évolution démographie montre 3 ensembles.
Avant 1861, la population est à peu près stable (écart moyen de 4 %).
À partir de 1861 et jusqu'au début du XXe siècle, après une crise démographique majeure (chute de près de 20 % en 5 ans), nous observons, une nette diminution de la population liée à l'exode rural (-22 % en 45 ans). Puis à nouveau une crise importante liée probablement à la guerre de 1914. Durant cette période, Landepéreuse a perdu près de la moitié de sa population.
À partir de 1921, la population est restée de nouveau à peu près constante (écart moyen de 4 %). Dans le détail, nous observons deux phénomènes. Une reprise de l'exode rural depuis la fin de la Seconde Guerre mondiale, mais sans commune mesure avec celle de la fin du XIXe siècle (-19 % en 70 ans). Une nouvelle croissance depuis le début des années 1990.
Avec 262 habitants pour 892 ha, Landepereuse compte 29,4 hab./km2.

## Lieux et monuments
Il existe trois principales œuvres architecturales sur la commune de Landepéreuse.

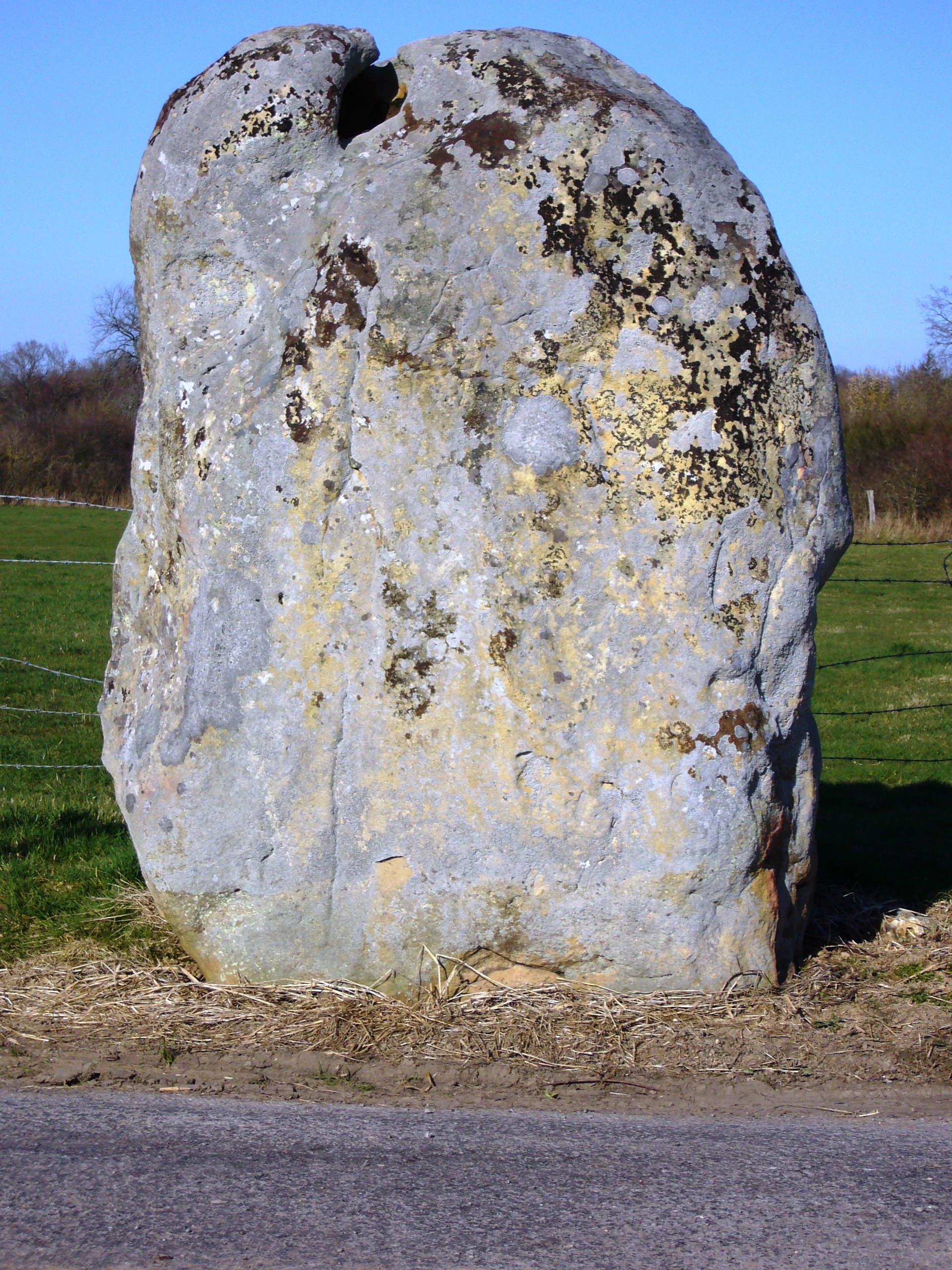
La Longue Pierre

- La première date de la préhistoire et est classée au titre des monuments historiques depuis le 22 juin 1911[12]: la « Longue Pierre », anciennement « Haute Pierre », un menhir haut de près de 2,40 m. Il est constitué du même grès Oligocène (Tertiaire) que ceux que l'on rencontre dans les prés des alentours (Les Crières Biquets de Landepereuse et La Sbirée d'Epinay) et qui ont été exploités de l'autre côté de la route et à 450 m au nord est.

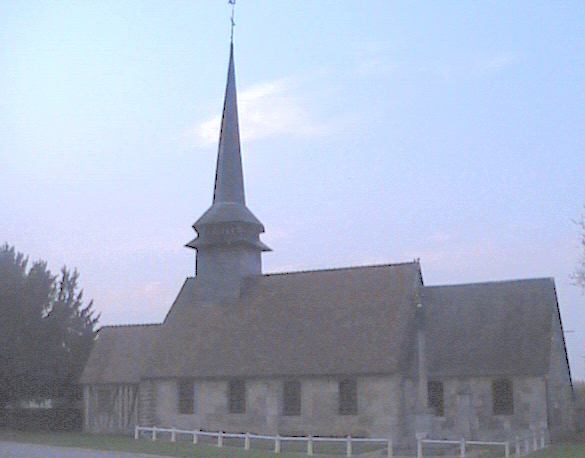
Église Saint Martin : bourg de Landepéreuse

- La seconde est l'église Saint-Martin, située dans le bourg. Elle a été modifiée au XVIe siècle et au XVIIe siècle. Elle est en grès, silex, grison (conglomérat ferrugineux roux) et briques. Son porche, en colombages et briques, a été construit en 1755[10]. Elle a fait l'objet d'une restauration en 2012, remettant en valeur son porche. Devant l'église se dresse un if (Taxus baccata) multiséculaire, comme de coutume dans la région et plus généralement en Normandie.

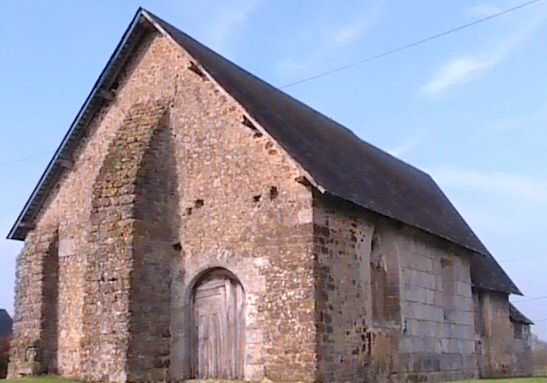
Église du Theil-en-Ouche

- La troisième est l'église du Theil-en-Ouche, en style roman puis gothique avec reprise probable du XVIIe siècle au XVIIIe siècle. Elle est construite en grès, silex, craie et grison (conglomérat ferrugineux roux). Elle est actuellement incluse dans un terrain privé, mais bien visible du chemin de l'Église (chemin rural no 7).

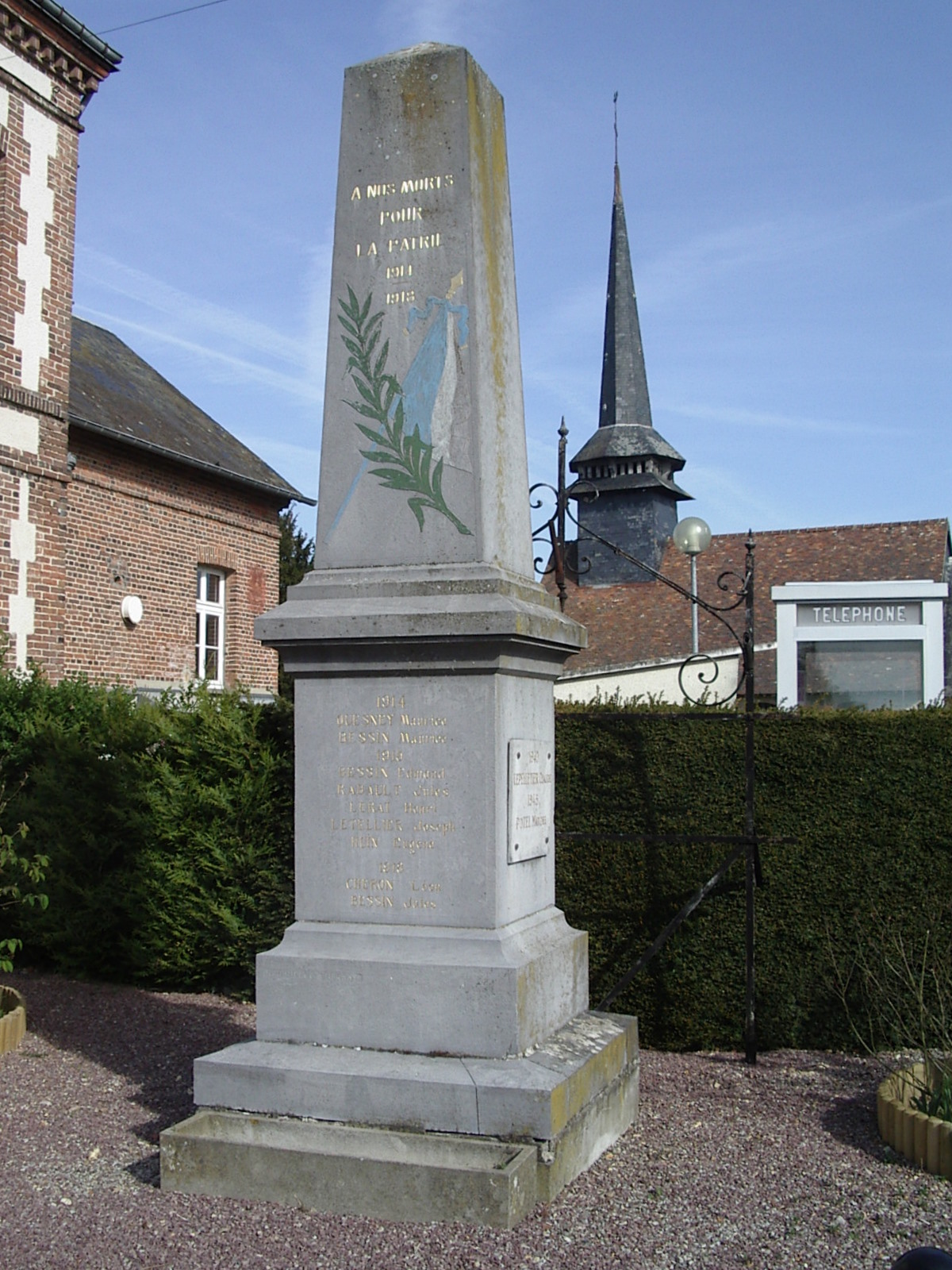
Monument aux morts
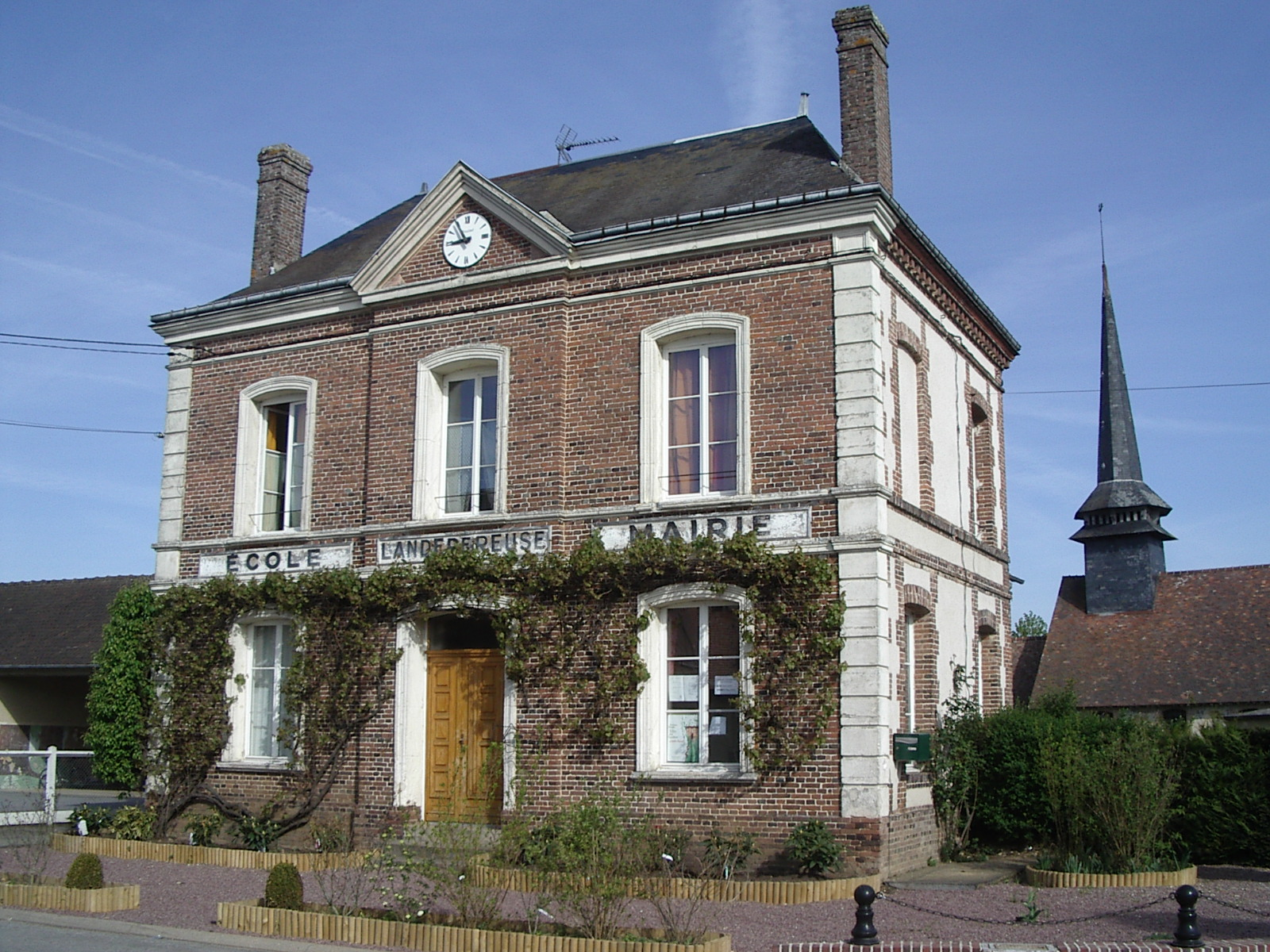
Mairie
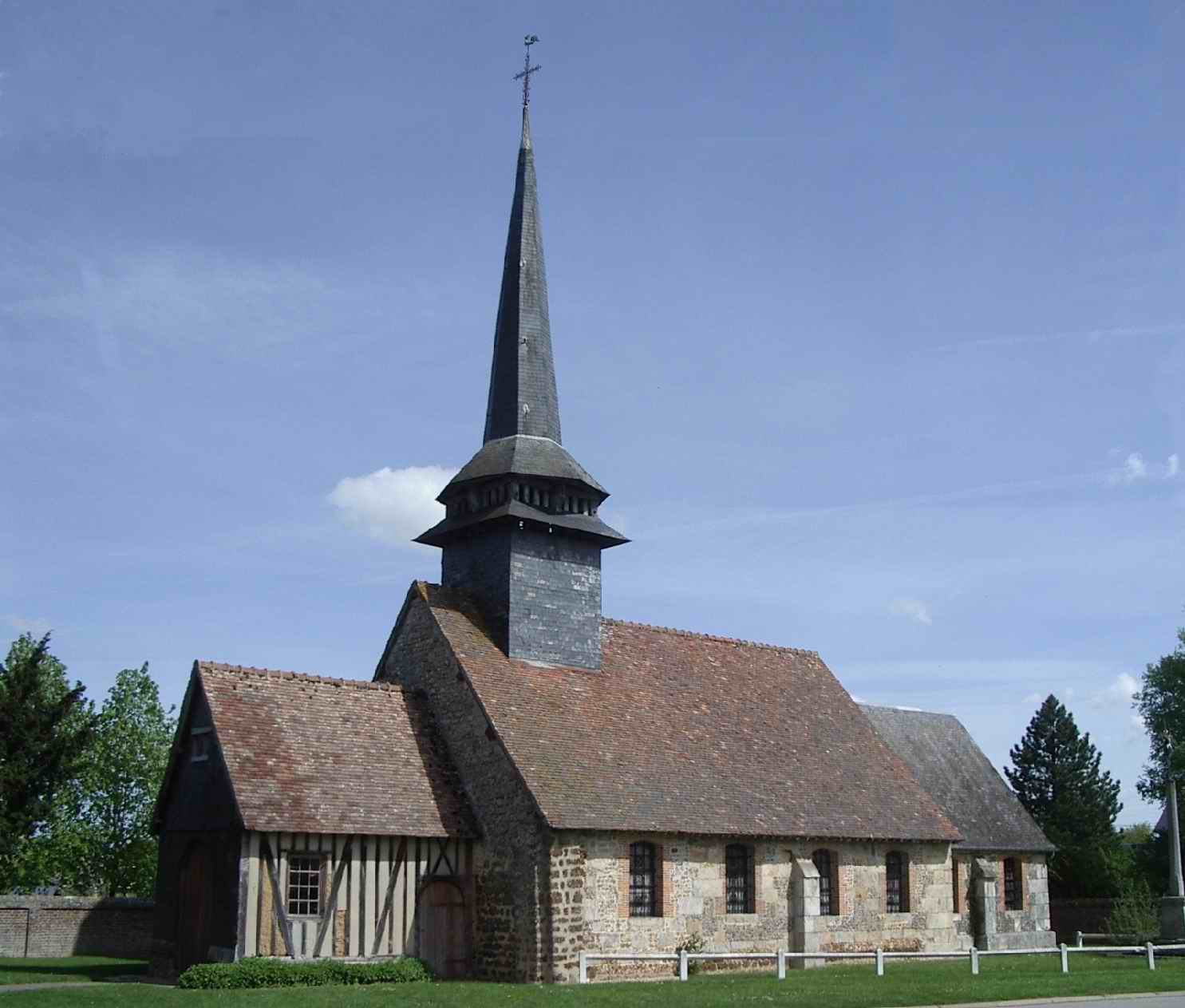
Église

## Personnalités liées à la commune
- À la Nobletière, une propriété fut jusqu'à la Révolution habitée par des aristocrates. On peut citer parmi eux : Jean de Los, Robert de Los, Jean le Veneur, Jean de Bois-Arnaud, Pierre de Noyaux, Guillaume Lachère, Étienne Mallet, Jacques de Fouqueville, Robert de Noury et Jean de Bernière[10].

- À la Fortinière, Claude Barrois, monteur, acteur et réalisateur français (cinéma et TV), a vécu dans la commune de 1992 jusqu'à son décès en 2017 ; il est inhumé dans le cimetière de la commune.